# William Fife

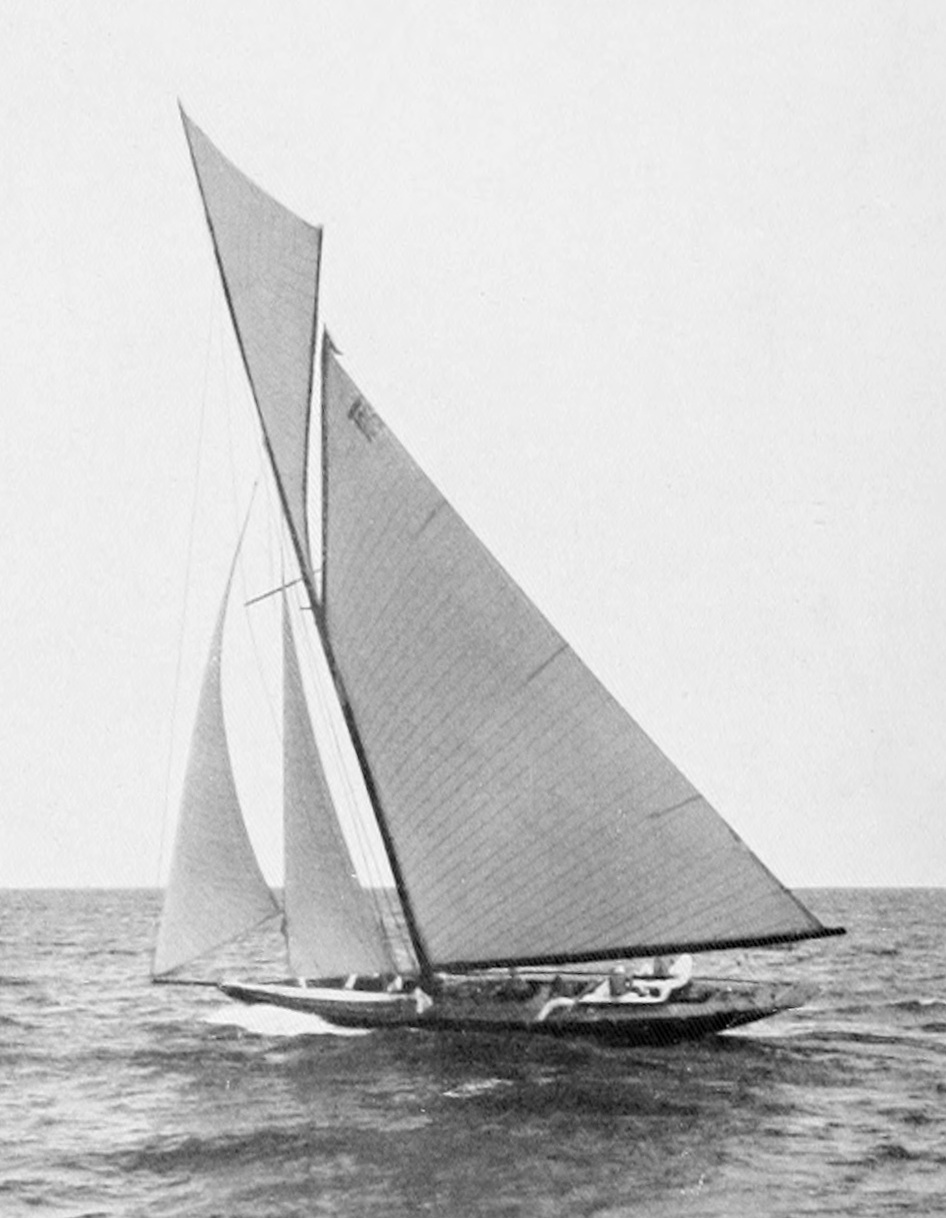
Erna Signe under Olympiska sommarspelen utanför Nynäshamn 1912

William Fife III, född 15 juni 1857 i Fairlie, Skottland vid Firth of Clyde  i Storbritannien, död 11 augusti 1944 i Fairlie, var en skotsk båtkonstruktör och båtbyggare.

## Biografi
William Fife var son till båtkonstruktören och -byggaren William Fife II (1821–1902) och sonson till båtkonstruktören och -byggaren William Fyfe (1785–1865) i Fairlie. Familjen drev ett båtvarv, där William Fife III under fem år från 14 års ålder gick som lärling hos sin far. Därefter förkovrade han sig på John Fullerton & Co Shipyard i Paisley och som produktionschef på Culzean Yacht & Steam Launch Works och återvände till familjevarvet 1886. År 1894 tog han över varvet.
År 1887 deltog han i George Lennox Watsons skotska lag i det sjunde America's Cup-loppet i New York med Thistle. Fife ritade senare två yachter för America's Cup för tefabrikören Thomas Lipton, som deltog som utmanare i denna fem gånger. Den av Fife ritade utmanarbåten Shamrock I förlorade 1899 till Columbia och Shamrock III förlorade 1903 till Reliance. Efter fastställandet av den första R-regeln 1906 blev Fife en driven konstruktör av meterbåtar,  bland andra framgångsrika 15-meters och 19-metersyachter under åren för första världskriget. Mellan 1907 och 1913 ritade William Fife Jr. åtta av de sammanlagt 20 15mR-yachter som sammanlagt har byggts. Flertalet var byggda på hans varv Fife & Son Yachtbuilders. För Åbo Båtvarv ritade han 1909 Lucky Girl, en 12,7 meters segelyacht.
År 1908 ritade han 12-metersbåten Magda VIII för Alfred Larsen, som byggdes av Anker & Jensen i Norge. För Stockholms Båtbyggeri ritade han Erna Signe, byggd 1911, som tävlade och kom på andra plats i tolvmetersklassen i Olympiska sommarspelen 1912 med Nils Persson som skeppare.
William Fife var inte gift och hade inga barn. Hans varv fortsatte i drift några år efter hans död 1944 under en brorson, men uppnådde då inte den framgång det haft under William Fifes ledning.

## Bildgalleri

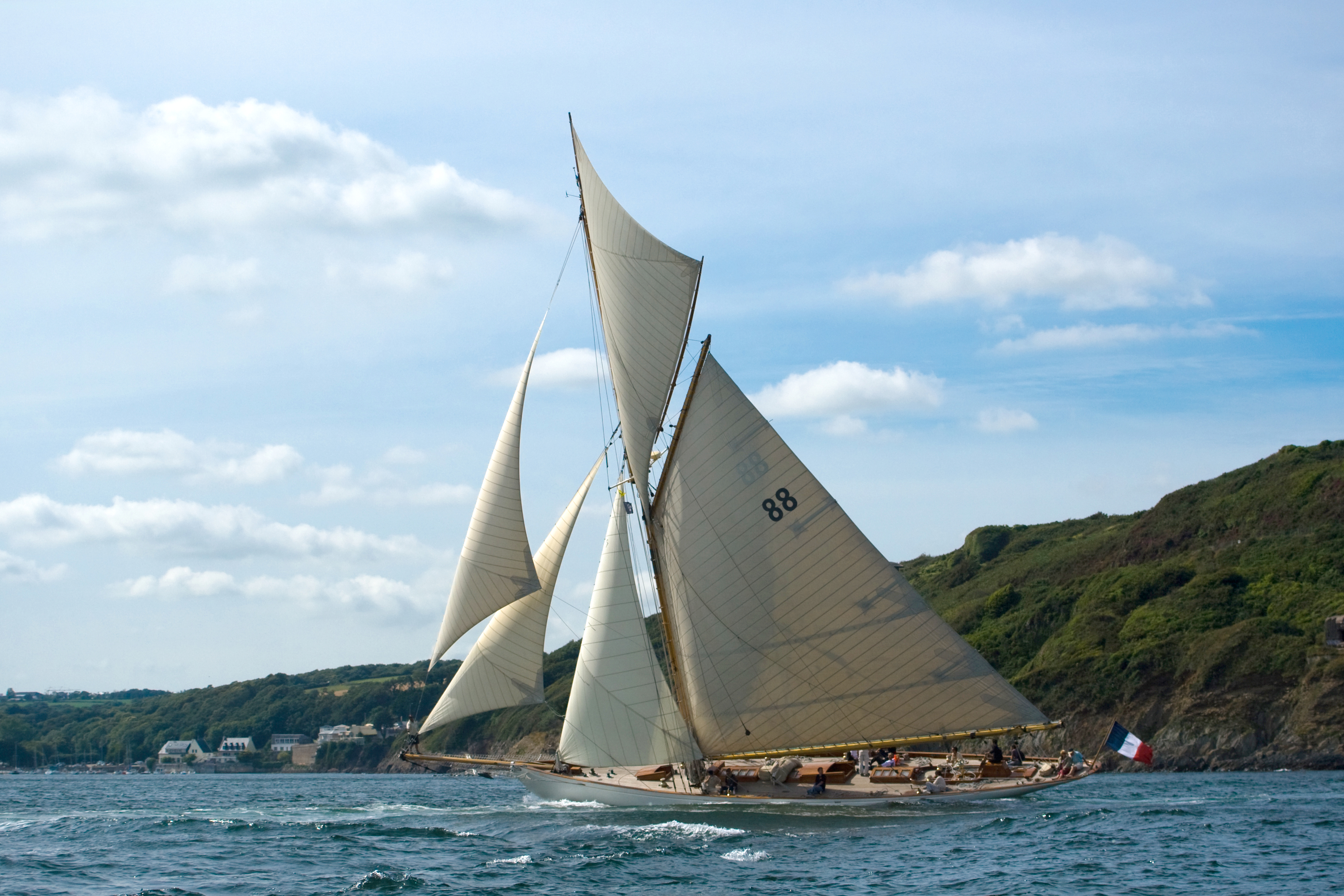
Moonbeam III från 1903
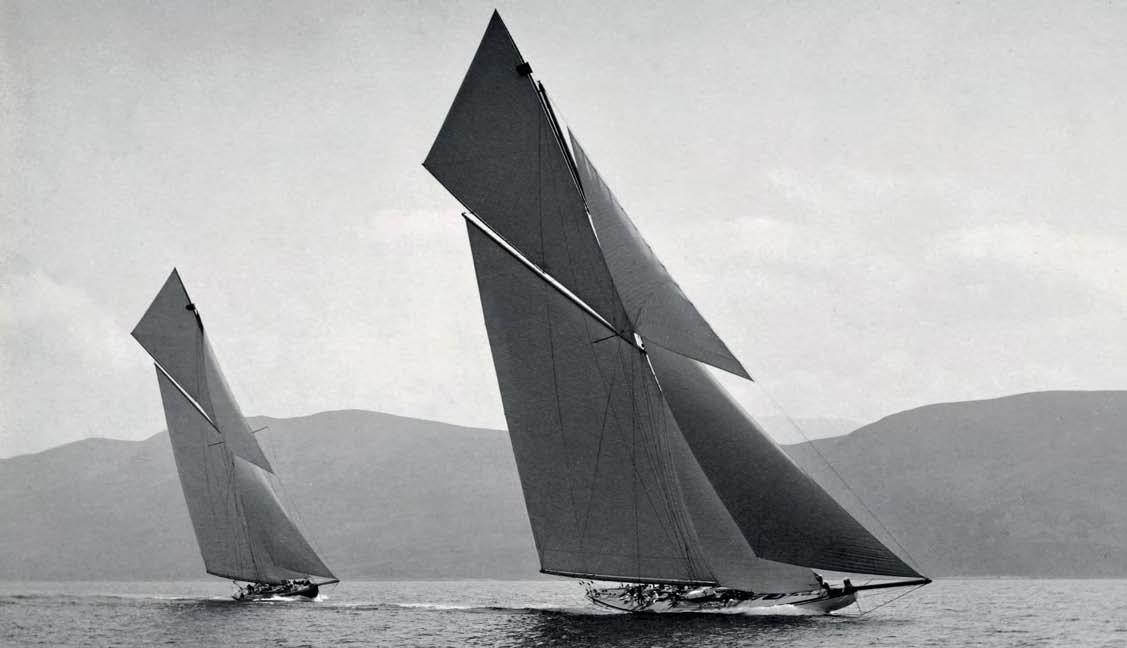
Shamrock III från 1903
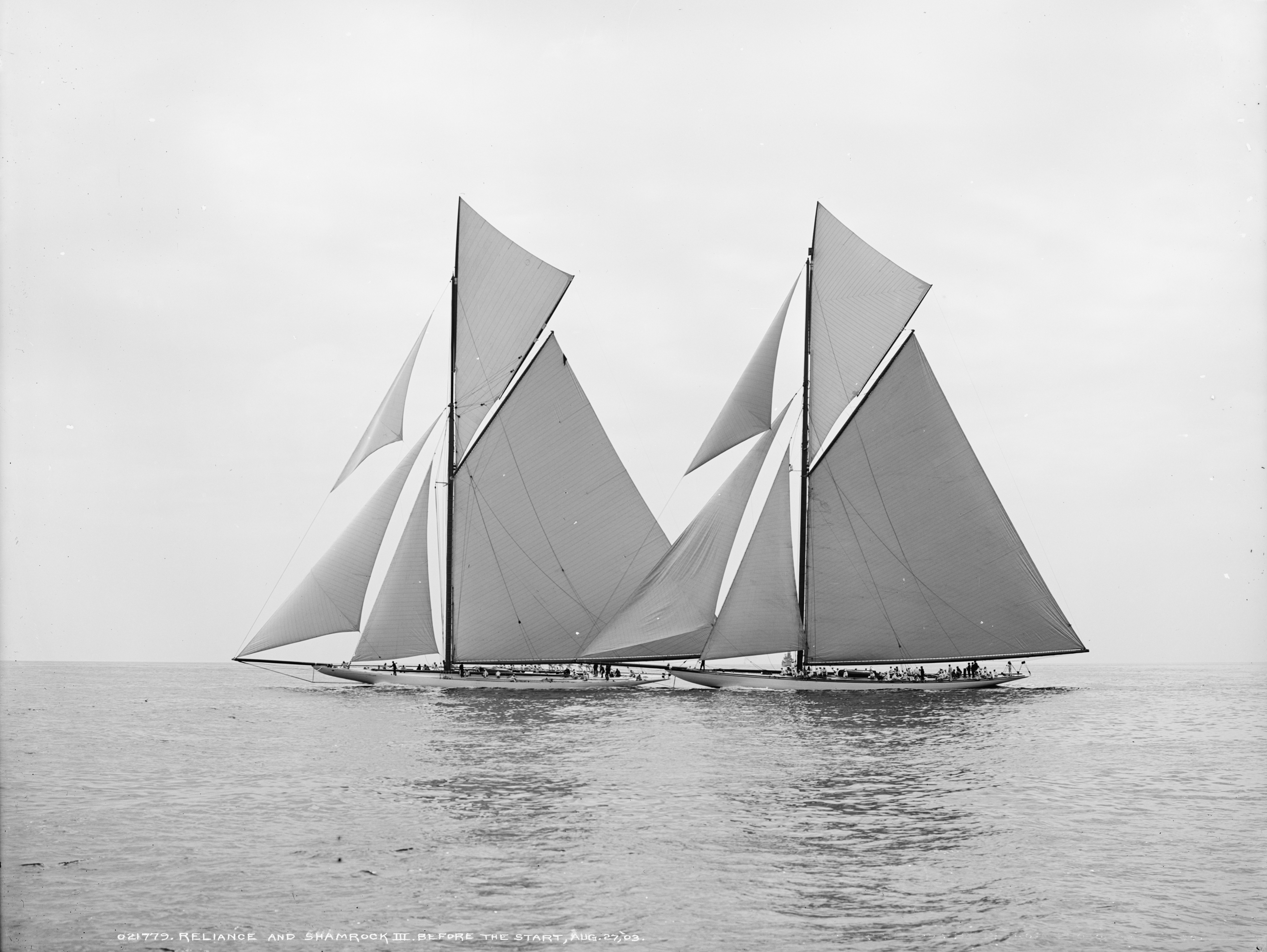
Reliance och Shamrock III i 1903 års America's Cup
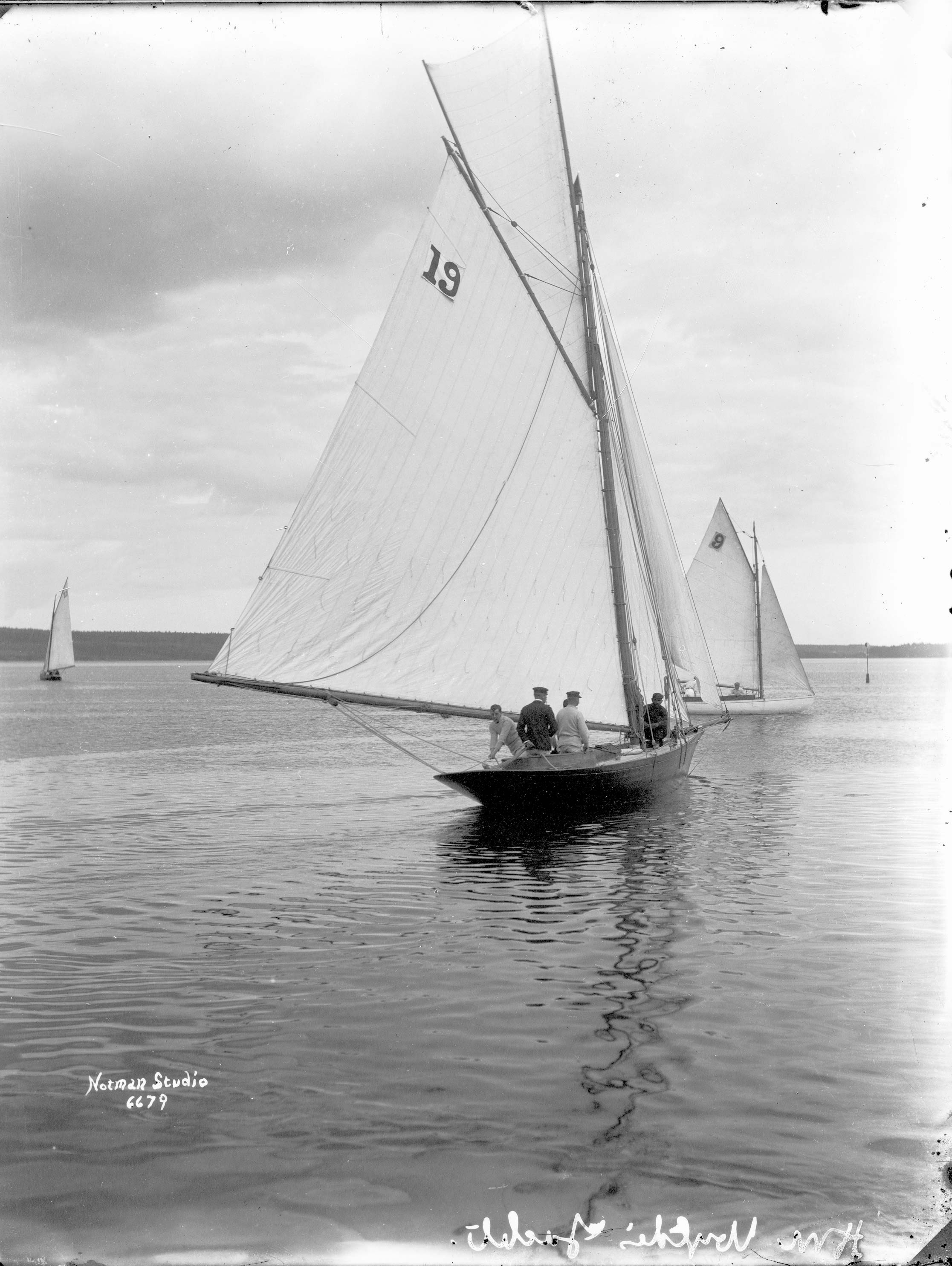
Youla, en 26-fots kutter, som byggdes av Reuben Harlow i Dartmouth, Nova Scotia, Kanada